# Llebrera (giny militar)

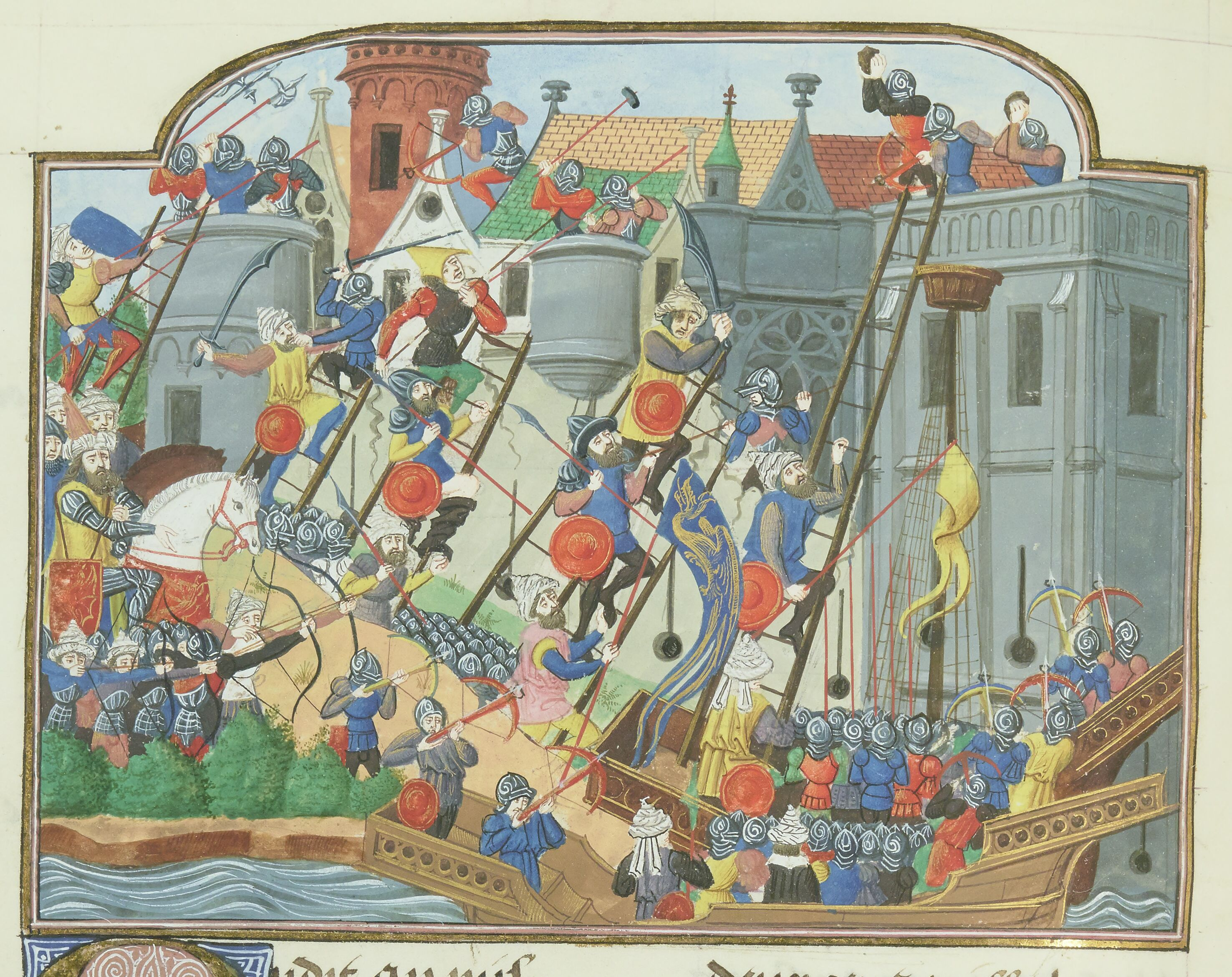
Assalt amb escales de setge. Constantinoble (1450 - 1475).

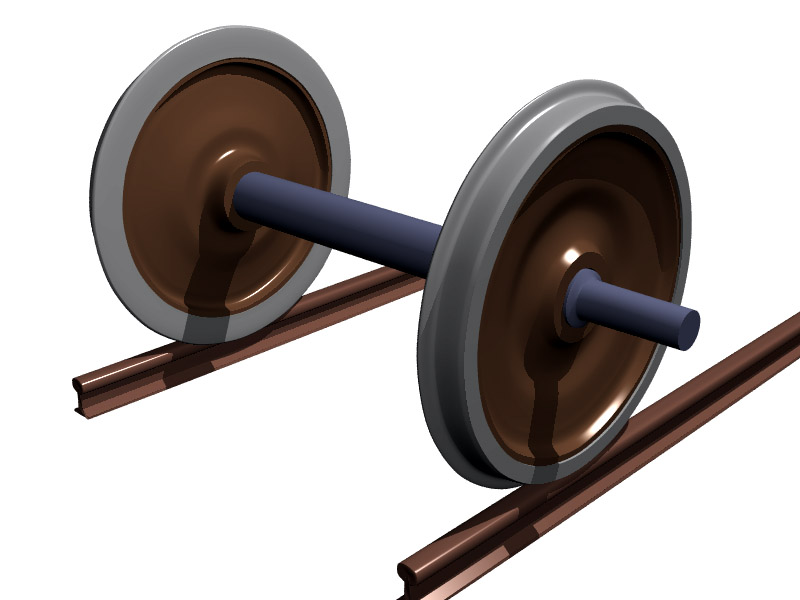
Conjunt de dues rodes de ferrocarril unides per un eix. El muntatge d'una llebrera era similar, amb dues moles rodones i una biga.

Entre altres ginys de guerra medievals una llebrera era una màquina defensiva emprada contra els assalts amb escales de setge.

## Descripció
Una llebrera constava de dues moles de molí en posició vertical unides per un eix constituït per una biga gruixuda, fent la funció de rodes. Probablement hi havia dispositius auxiliars del tipus palanques i llances de tracció (com les llances d'un carro).

## Ús
En un assalt a una muralla amb escales de setge, la llebrera permetia deixar caure un munt de pedres pesants de forma sobtada i segura per als defensors.

## Detalls particulars
Documentada en plural (“llebreres”) el terme del giny considerat és un hàpax. La cita compta amb una descripció de la màquina i informa del seu ús al setge de Girona contra els francesos assaltants.

### Aspectes lingüístics
Seguint l'única referència existent algunes obres i autors presenten el terme en plural, atribuint el nom de llebreres a un giny individual (Gran Enciclopèdia Catalana). Altres consideracions admeten el singular (per un giny únic) i el plural (per a més d'un giny).

## Document
L'únic document que esmenta les llebreres fa referència al setge de Girona (1285).
| « | El rey de França qui veu aço fon molt dolent e despagat, car negun giny que faes no li valia. E hagut son consell, feu bastir grans scalas e altes, e posts grosses ab escales redones, per tal que pujassen al mur. Mas En Ramon Folch, qui conech aço, feu fer entorn lo mur sus alt, a moltes parts, hun giny que hom appella Llebreres, ço es huna gran biga, a cada cap huna mola de pedra, de mola redona. E puix carrega hom be la biga de pedres, per tal que haga gran fexuguea. E quant aquests ginys foren fets e les scales de fora, ordenaren los Francesos que donassen batalla e que muntassen per les schales. E el dia de la batalla, En Ramon Folch feu manament: que nengu, per ayna que vehes, no tiras ab pedras ne ab cayrells ne ab nenguna res: tro que ell fahes tocar la nafil, ans faessen tuyt semblant que no y hagues nengu; e axi fon fet. E quant vench quels Francesos hagueren dreçades e acostades les scales al mur, e veheren que nengu nols ho deffenia, cuydaren se que aquells de lla dins s'en fossen fuyts amagadamen la nit trespassada, e van pujar per las schales a amunt. E quant n'hagueren pujats per les schales de trecents cinquanta fins en quatrecenta, e foren be al mig lloch, En Ramon Folch feu tocar la nafil, e los de lladins van gitar les llebreres d'amunt dites per les scales avall, de tal virtut que, tots quants n'i eren pujats, tots ne anaren en terra, qui ab la cuxa, qui ab la cama, qui ab lo cos, qui ab lo bras specegat; que hanch nengu non scapa sancer, que tots mala hi pujaren, que hanch pus nols pres desig de escales a pujar ne a fer. | » |
| — Crònica de Bernat Desclot. CAPITOL CLXIV. Com lo rey de França fou fer scalas de moltes maneres per scalar los murs de la ciutat de Gerona. | |   |